# 글리코실포스파티딜이노시톨
글리코실포스파티딜이노시톨(영어: glycosylphosphatidylinositol, GPI)은 번역 후 변형 동안 단백질의 C-말단에 부착될 수 있는 포스포글리세라이드이다. 글리코포스파티딜이노시톨(영어: glycophosphatidylinositol)이라고도 한다. 생성된 GPI 닻형 단백질은 다양한 생물학적 과정에서 중요한 역할을 한다. GPI는 탄수화물 함유 링커(이노시톨 잔기에 글리코사이드 결합으로 연결된 글루코사민 및 만노스) 및 성숙한 단백질의 C-말단 아미노산에 대한 에탄올아민 인산(EtNP) 브리지를 통해 연결된 포스파티딜이노시톨 그룹으로 구성된다. 소수성 포스파티딜이노시톨 그룹 내의 두 지방산은 단백질을 세포막에 고정시킨다.

## 합성
글리코실화된(GPI 고정) 단백질에는 신호 서열이 포함되어 있어서 소포체로 이동할 수 있다. 단백질은 트랜스로콘을 통해 소포체 막에 번역과 동시에 삽입되고 소수성 C-말단에 의해 소포체 막에 부착된다. 대부분의 단백질은 소포체 내강으로 확장된다. 그런 다음 소수성 C-말단 서열이 절단되고 GPI 앵커로 대체된다. 단백질이 분비 경로를 통해 처리됨에 따라 소포를 통해 골지체로 전달되고 마지막으로 세포막의 소편에 부착된 상태로 남아 있는 원형질막으로 전달된다. 글리피화는 그러한 단백질을 막에 부착시키는 유일한 수단이기 때문에 포스포라이페이스에 의한 그룹의 절단은 막으로부터 단백질의 조절된 방출을 초래할 것이다. 후자의 메커니즘은 생체외에서 사용된다. 즉, 효소 분석에서 막으로부터 방출된 막 단백질은 글리피화된 단백질이다.

## 절단
포스포라이페이스 C(PLC)는 GPI 닻형 단백질에서 발견되는 포스포-글리세롤 결합을 절단하는 것으로 알려진 효소이다. 포스포라이페이스 C로 처리하면 세포막 외부에서 GPI 닻형 단백질이 방출된다. T 세포 표지자인 Thy-1과 아세틸콜린에스터레이스, 장 및 태반의 알칼리성 인산가수분해효소는 GPI와 연결된 것으로 알려져 있으며 포스포라이페이스 C로 처리하면 방출된다. GPI 닻형 단백질은 지질 뗏목에 우선적으로 위치하는 것으로 생각되며, 이는 원형질막 마이크로도메인 내에서 높은 수준의 구성을 시사한다.

## GPI 앵처 합성 결함

### 사람에서
GPI 앵커 합성의 결함은 발작성 야간 혈색소뇨증(PNH)과 같은 희귀 후천성 질환 및 정신지체 증후군 동반 과포스파테이스증(HPMRS)과 같은 선천성 질환에서 일어난다. 발작성 야간 혈색소뇨증(PNH)에서 GPI 합성에 필요한 혈액 줄기 세포의 체세포 결함은 적혈구의 붕괴촉진인자(DAF)와 CD59의 잘못된 GPI 연결을 초래한다. 발작성 야간 혈색소뇨증(PNH)의 가장 흔한 원인은 X염색체 유전자인 PIGA의 체세포 돌연변이이다. 그러나 상염색체 유전자인 PIGT의 생식계열 돌연변이와 두 번째 후천적 체세포 히트가 있는 발작성 야간 혈색소뇨증의 사례도 보고되었다. 세포 표면에 연결된 이러한 단백질이 없으면 보체계가 세포를 용해할 수 있으며, 많은 수의 적혈구가 파괴되어 혈색소뇨증(헤모글로빈뇨증)을 유발할 수 있다. 정신지체 증후군 동반 고포스파테이스증 환자(HPMRS)의 경우 PIGV, PIGO, PGAP2 및 PGAP3 유전자에서 질병을 유발하는 돌연변이가 보고되었다.

### 다른 생물종에서
수면병을 일으키는 원생동물인 트라파노소마 브루세이(Trypanosoma brucei)의 변이 표면 당단백질은 GPI 앵커를 통해 원형질막에 부착된다.

## 같이 보기
- 인지질
- 포스파티딜콜린
- 포스파티딜세린
- 포스파티딜이노시톨
- 포스파티딜글리세롤